# Domenico Millelire
Domenico Millelire, pseudonyme de Domenico Leoni (1761 à La Maddalena - 14 août 1827 à La Maddalena) était un patriote italien, et officier de la Regia Marina Sarda (Marine royale sarde). Il est reconnu pour avoir obtenu la première médaille d'or de la valeur militaire de l'histoire italienne. Millelire a donné la première défaite à Napoléon Bonaparte.

## Biographie
Il est le fils de Pietro Leoni et de Maria Ornano, ses trois frères sont également officiers de marine. Le 23 février 1793, Domenico Millelire, à la tête de la flotte sarde, vainquit près de l'archipel de La Maddalena les flottes de la République française qui comprenaient, avec le grade de lieutenant, le jeune et futur empereur de France Napoléon Bonaparte.
Il fut ensuite décoré en récompense de la médaille d'or du règne de Sardaigne et d'une rente viagère de 300 lires.

## Hommages
La Marine royale italienne (en italien : Regia Marina) a lancé un sous-marin océanique de la classe Balilla en 1927 du nom de Domenico Millelire en son honneur.
En 2024, la Marina Militare italienne a également nommé en son honneur un patrouilleur hauturier de classe Thaon di Revel, le Domenico Millelire (pennant number : P436).